# José Goles
José Nicolás Goles Radnic (Antofagasta, 10 de marzo de 1917-Santiago, 8 de junio de 1993) fue un ingeniero, compositor y cantautor chileno.
Era hijo de inmigrantes yugoslavos. Se casó en Santiago con Thelma English Alvarado.
Entre sus temas más famosos se encuentran «El paso del pollo», «Simbad el marino», «Póngale que póngale», «Así es el amor», «Evocación», «Sureña linda», «Paloma torcaza» y «La gallina francolina».
Participó tres veces en el Festival de Viña del Mar: con la canción «Viña del Mar», escrita junto con Manuel Lira y ganadora de la primera versión en 1960, el foxtrot «Contigo sí», segundo lugar de la competencia folclórica en 1961, y la cueca «El loro aguafiestas», también escrita junto con Manuel Lira y ganadora del certamen folclórico en 1962.
Fue uno de los fundadores y primer presidente (1987-1993) de la Sociedad Chilena de Autores e Intérpretes Musicales (SCD). En 1987 fue homenajeado por la SCD como «figura fundamental de la música chilena».